# Deliblato
Deliblato (Делиблато) è una città serba della provincia autonoma di Voivodina, situata nel Banato meridionale, nella municipalità di Kovin. La popolazione, in maggioranza serba, conta 3 498 abitanti. Dà il nome ad un ampio territorio sabbioso situato nelle vicinanze, Deliblatska Peščara.

## Etimologia
Il nome della città deriva dall'unione di due termini: deli (che in turco significa "pazzo") e blato (che in serbo significa "fango"). Il significato completo di Deliblato è quindi "pazzo fango".

## Storia
Non si sa con certezza la data di fondazione della città. Tra il 1660 e il 1666, durante la dominazione ottomana, Deliblato era popolata da serbi. Nel 1761 era segnalata come centro cristiano ortodosso. La chiesa fu costruita nel 1783 e rifondata nel 1906.

## Popolazione e principali gruppi etnici
La popolazione è costantemente diminuita negli ultimi 60 anni.
| 1718    | 1869 | 1948 | 1953 | 1961 | 1971 | 1981 | 1991 | 2002 | 2011 |
| ------- | ---- | ---- | ---- | ---- | ---- | ---- | ---- | ---- | ---- |
| 16 case | 3505 | 4281 | 4509 | 4262 | 4189 | 3885 | 3722 | 3498 | 2939 |

| Anno | Totale | Serbi | Rumeni | Iugoslavi | Ungheresi | Rom   | Croati | Montenegrini | Altro |
| ---- | ------ | ----- | ------ | --------- | --------- | ----- | ------ | ------------ | ----- |
| 1991 | 3,722  | 74.2% | 17.35% | 4.00%     | 1.85%     | 0.80% | 0.37%  | 0.29%        | 0.69% |
| 2002 | 3,498  | 80.1% | 12.6%  | 1.22%     | 1.25%     | 1.08% | 0.25%  | 0.28%        | 3.22% |